# Mis dos mujeres
Mis dos mujeres es una zarzuela con música de Francisco Asenjo Barbieri y texto de Luis Olona, quien había tomado el asunto de la antigua ópera cómica francesa MIna, de Eugène de Planard. 
Mis dos mujeres se estrenó en el Teatro del Circo de Madrid el 26 de marzo de 1855, siendo la primera de las cuatro obras de Barbieri que se estrenaron ese mismo año: El vizconde, Los dos ciegos y El sargento Federico, en colaboración con Gaztambide. La obra estuvo en cartel hasta el 24 de abril de 1855 y se repuso muchas veces a lo largo del año.
Es una zarzuela en tres actos y quince números, y por ello es la más extensa compuesta hasta ese momento por el compositor, siendo el primer acto de una extensión específica. La acción se desarrolla en La Granja (Segovia) en la época de Carlos III.

## Listado de personajes e intérpretes el día del estreno
| Personaje                  | Actor              | Registro vocal |
| -------------------------- | ------------------ | -------------- |
| Don Diego                  | Francisco Salas    | Bajo           |
| Doña Inés                  | Amalia Ramírez     | Soprano        |
| La Condesa                 | Carolina Di Franco | Soprano        |
| Don Félix                  | Manuel Sanz        | Tenor          |
| Don Gaspar (El Comendador) | Francisco Calvet   | Bajo           |
| Blas                       | Vicente Caltañazor | Tenor cómico   |
| Madre Angustias            | María Bardán       | Actriz         |
| Don Onofre (Notario)       | Manuel Franco      | Actor cantante |

## Listado de números musicales
ACTO I
1. Coro de aldeanos y Blas <<Blas, Blas, Blas, asoma a la ventana>>
2. Dúo entre la Condesa y Don Diego <<Ya va, esposa>>
3. Coro concertante y la Condesa, Blas, Don Diego, el Comendador y Doña Inés <<Ved aquí la bella>>
4. Escena musical por parte de Don Félix, Blas, el Comendador y la Condesa <<Fogoso es por mi vida>>
5. Aria de Don Félix <<Adiós, dulces memorias>>
6. Escena final del Acto I <<Hasta mañana, marido>>

ACTO II
1. Coro de la gallina ciega <<Mucho cuidado que no nos sienta>>
2. Cuarteto de Don Diego, la Condesa, Don Félix y Doña Inés <<Deciros que sois bella>>
3. Terceto de Don Diego, Don Félix y el Comendador <<Escucha mi consejo>>
4. Canción de Doña Inés <<Por que oprime el alma>>
5. Dúo de Doña Inés y Don Félix <<¡Ah! Vos aquí>>

ACTO III
1. Coro de educandas <<Silencio en sus labores>>
2. <<Salve, oh Purísima Virgen María>>
3. Lección de solfeo por Don Diego, Blas y colegialas <<La, Do, Mi, mi mujer no aparece>>
4. Coro concertante final <<Jamás ya dos mujeres>>

## Argumento por acto
- ACTO I: El joven coronel Don Diego, casado en secreto con la Condesa, recibe la noticia de que el Rey quiere casarle con una prima suya huérfana, la cual se hospedaría en la Granja, que es donde habita la Condesa junto a su tío, el Comendador.

Don Diego, que ya había suplicado a la Reina su amparo, consigue que ésta reclame al Comendador a su lado el día de la boda; pero el Comendador, dejando firmado el contrato, encarga al notario que ejecute los demás trámites del matrimonio. 
Por su parte, Doña Inés está enamorada de Don Félix, un joven oficial de guardias amigo de Don Diego. Él a su vez también está enamorado de ella pero contiene su amor al enterarse del futuro enlace. Don Félix tiene la oportunidad de ver y hablar con Doña Inés al ser quien trae el encargo de la Reina. 
Por otro lado, Don Diego y su mujer buscan suspender o atrasar lo máximo posible la boda, pero dado su fracaso no tienen otro remedio que encerrar al notario encargado de la boda y fingir el enlace. Después, creyéndose solos, Don Diego y la Condesa se muestran cariñosos, sin darse cuenta de que Don Félix los ha descubierto y se indigna por la supuesta traición hacia su amada. 
- ACTO II: Al enterarse Don Félix de la cita entre Don Diego y la Condesa, los vigila. Este habla con Doña Inés, que había encontrado una nota con la cita en un libro de la Condesa. Ella sabe del romance secreto al igual que sabe que Don Félix la ama y está dispuesto a ausentarse para dejarla libre.

El jardinero, al ver que andaban hombres alrededor del edificio, pega un tiro al aire para dar la voz de alarma. Cuando el Comendador acude al lugar, se encuentra con Doña Inés desmayada. Don Félix había huido. Don Gaspar, ante el panorama, se entera de todo y manda a su sobrina Inés a un convento, a la vez que el Rey manda a la Condesa al mismo convento tras enterarse de su matrimonio sin su consentimiento, y a Don Diego a un castillo. 
- ACTO III: Han transcurrido varios meses y es el día en que se va a celebrar la profesión de Inés y en que la Condesa piensa fugarse con su marido. Para ello, Don Diego se disfrazará de profesor de música.

Por otro lado, Don Félix piensa oponerse a la boda. Blas, el criado, le esconde con el propósito de ver a Inés, pero también está ocupado en ayudar a Don Diego en la huida con su mujer. 
Don Diego da una lección de solfeo esperándola, pero al no aparecer él y Blas no saben qué hacer. Pronto las monjas empiezan a gritar que la Condesa se ha ido. Don Diego y Don Félix salen de sus escondites y la Condesa aparece entonces con el Comendador. El motivo de su salida era que había escuchado que el Rey andaba por allí y decide pedirle perdón. Este perdona su matrimonio secreto y además permite que Doña Inés y Don Félix se casen.

## Comentario
Mis dos mujeres se sitúa en un momento importante en la vida de Barbieri, ya que quiere conseguir un teatro nacional válido internacionalmente para competir con la ópera italiana y la ópera cómica francesa.
Se desconoce cuánto tiempo dedicó el compositor a la obra, pero un manuscrito para canto y piano conservado en la Biblioteca Nacional, señala lo siguiente: «Viernes 23 de marzo de 1855, a las seis de la tarde», lo cual indica que la finalizó solo tres días antes de su estreno. Su éxito fue grande, pero únicamente duró mientras la obra se representaba consecutivamente durante aquel año. Luego se quedó en el olvido injustamente, como ha ocurrido con la mayoría de las obras de Barbieri. No obstante, se ha recurrido a estas obras debido a que actualmente no se conocen nuevas composiciones. 
La importancia de esta zarzuela, tal y como recoge el Diccionario de la zarzuela, «enseña cada vez más el objetivo de Barbieri, su credo artístico-musical. Los tipos populares de la música ya no son esbozosos, son reproducciones exactas del ingenio del maestro, son encarnaciones de su idea». El órgano en Mis dos mujeres es la utilización de instrumentos singulares con un fin colorístico o descriptivo.  
El problema de esta obra puede ser la farragosidad del argumento, difícil de seguir para el público y que se aleja de ese carácter populista de la mayor parte de la producción de Barbieri. El compositor responde prescindiendo en gran parte de la música hispana, por ejemplo de la seguidilla, la cual sería apropiada para la época de Carlos III. En compensación, el libreto ofrece buenas situaciones dramáticas que dan lugar a una obra coherente y con gran unidad interna. 
El elegante libreto de Luis Olona permite a Barbieri jugar con el equilibrio entre las situaciones cómicas y galantes, seña de identidad del compositor. El gran sentido del teatro que posee Barbieri se observa en todo momento en una obra que nos deleita por su gran habilidad de combinar la seriedad y la frivolidad. Marca aquí Barbieri un camino que más adelante seguirán diferentes compositores de zarzuela hasta llegar a Sorozábal. 
Mis dos mujeres se sitúa en medio de un camino entre Jugar con fuego (1851) y la que sería su obra maestra, Pan y toros (1864).

## Orquestación
- Flautín
- Flauta
- 2 oboes
- 2 clarinetes
- 2 fagotes
- 2 cornetines
- 2 trompas
- 2 trombones
- Figle
- Timbales
- Triángulo
- Castañuelas
- Tambor
- Órgano
- Cuerda